# William Farnum in a Liberty Loan Appeal
William Farnum in a Liberty Loan Appeal è un cortometraggio muto del 1918 diretto da Frank Lloyd.

## Trama
Un soldato americano viene ucciso in battaglia. Sua madre compera i Liberty Bonds nella speranza che potranno aiutare altre madri a rivedere tornare a casa salvi i loro figli.

## Produzione
Il film fu prodotto dalla Fox Film Corporation per la Liberty Loan Committee.

## Distribuzione
Distribuito dalla Fox Film Corporation, il film - un cortometraggio in una bobina - uscì nelle sale cinematografiche USA nell'ottobre 1918.